# Avaliação Nacional do Rendimento Escolar
A Avaliação Nacional do Rendimento Escolar (Anresc) também conhecida como Prova Brasil, foi uma avaliação criada em 2005 pelo Ministério da Educação. 
A avaliação funcionou como instrumento complementar ao Sistema Nacional de Avaliação da Educação Básica (Saeb) e como um dos componentes para o cálculo do Índice de Desenvolvimento da Educação Básica (Ideb) até 2018, quando foi oficialmente encerrada e incorporada aos testes do Saeb. Ela era realizada a cada dois anos e participam todos os estudantes de escolas públicas urbanas do 5° e do 9º e 3º ano do ensino médio de turmas com mais de 10 alunos. 
A avaliação era dividida em duas provas: Língua Portuguesa, em que era medida a capacidade de leitura, interpretação de textos e de fixação da mensagem. E a prova de Matemática, que avaliava o raciocínio em contexto com a realidade do aluno.
Após a realização do exame, o Instituto Nacional de Estudos e Pesquisas Educacionais Anísio Teixeira (Inep), órgão responsável pela sua aplicação, encaminhava um boletim de desempenho individual e materiais com informações adicionais para todas as escolas participantes.